# Treviso Centrale
Treviso Centrale (włoski: Stazione di Treviso Centrale) – stacja kolejowa w Treviso, w regionie Wenecja Euganejska, we Włoszech. Stacja posiada 4 perony. Stacja znajduje się na linii Wenecja - Udine oraz na liniach do Montebelluna, Vicenza i Portogruaro. Stacja jest częścią projektu Centostazioni.
Budynek wyposażony jest w kasy biletowe, poczekalnie w różnych miejscach. Istnieje również pomieszczenie kierownicze w budynku. Stacja składa się z 4 peronów i 8 krawędzi peronowych, które są połączone dwoma przejściami podziemnymi.